# Красная Слободка (Орловская область)
Кра́сная Слобо́дка — село в Глазуновском районе Орловской области России. Административный центр Краснослободского сельского поселения

## География
Село находится на расстоянии 7 км к востоку от посёлка городского типа Глазуновка, административного центра района, и 60 км к юго-востоку от города Орёл, административного центра области.

### Часовой пояс
Село Красная Слободка, как и вся Орловская область, находится в часовой зоне МСК (московское время). Смещение применяемого времени относительно UTC составляет +3:00.

## Население
| 2002 | 2010 |
| ---- | ---- |
| 503  | ↘412 |

### Национальный состав
Согласно результатам переписи 2002 года, в национальной структуре населения русские составляли 93 % из 503 чел.